# Fundația Novo Nordisk
Fundația Novo Nordisk este o fundație internațională care se concentrează pe tratament medical și cercetarea biomedicinei și biotehnologiei. Aceasta acordă granturi pentru cercetare în practica generală, medicina de familie, asistență medicală și istoria artei.

## Structura juridică
Fundația este o entitate autonomă fără proprietari care combină afacerile și filantropia. Activitățile de investiții ale Fundației Novo Nordisk sunt administrate e filiala sa deținută în proporție de 100%, Novo Holdings A/S care asigură rentabilitatea financiară. Novo Holdings este și compania holding a grupului Novo (Novo Nordisk și Novonesis). În 2022, pe lângă Novo Holdings, fundația era și proprietar majoritar în peste 135 de companii.
Fundația deține acțiuni din clasele A și B în Novo Nordisk ce corespunde cu aproximativ 28% din capitalul total și aproximativ 75% din totalul drepturilor de vot.
Fundația deține acțiuni din clasele A și B în Novonesis ce corespunde cu aproximativ 75% din capitalul total și aproximativ 71% din totalul drepturilor de vot. Novonesis este o companie de cercetare, dezvoltare și producție de enzime industriale, microorganisme și ingrediente biofarmaceutice.
Actualul președinte al Fundației Novo Nordisk este Lars Rebien Srensen (fost CEO al Novo Nordisk), iar Mads Krogsgaard Thomsen este actualul CEO al Fundației Novo Nordisk.

## Tipuri de granturi
Fundația Novo Nordisk oferă granturi în cadrul a cinci modele principale:
- Granturi pentru competiții deschise (pentru cercetare)
- Parteneriate (pentru colaborările cu parteneri publici și/sau privați)
- Granturi independente (pentru domeniile de interes ale Fundației, precum proiecte, lideri de cercetare, burse)
- Investiții de impact (pentru întreprinderile cu impact pozitiv)
- Inițiative proprii (unitățile locale ale fundației Novo Nordisk ce sunt organizate ca fundații independente)